# Hunding (Niederbayern)
Hunding er en kommune i Landkreis Deggendorf i Regierungsbezirk Niederbayern i den tyske delstat Bayern, med godt 1.200 indbyggere. Den er en del af Verwaltungsgemeinschaft Lalling.

## Geografi
Hunding ligger i region Donau-Wald i den sydvestlige del af Bayerischen Wald, i landskabet  Lallinger Winkel. Kommunen består ud over Hunding af følgende landsbyer og bebyggelser: Panholling, Zueding, Rohrstetten, Padling, Gneisting, Sondorf, Kieflitz og Birkenöd.